# Херцогство Каринтия
Херцогство Каринтия (на немски: Herzogtum Kärnten) e средновековно херцогство на Източно франкското кралство от 976 до 1335 г. на територията на днешна Австрия. Столица е Клагенфурт.
Херцогът на херцогство Бавария Хайнрих II отделя Карантания през 976 г. от Бавария и я прави херцогство.
Вместо Карантания по-късно територията се нарича все по-често Kärnten или с латинската форма Carinthia.
Първият херцог на Каринтия е Хайнрих III от 976 до 978 г. и отново от 983 до 989 г.
От 1269 до 1276 г. след Подибрадския наследствен договор Каринтия попада под властта на бохемския крал Пршемисъл Отокар II, което води до въоръжен конфликт, при който загива Отокар.
През 1335 г. Каринтия е дадена на Хабсбургите от император Лудвиг Баварски и е обединена с Австрия, Щирия и Крайна.